# Shimeji Simulation
Shimeji Simulation (シメジ シミュレーション Shimeji Shimyurēshon?) es una serie de manga de comedia surrealista japonesa de cuatro paneles escrita e ilustrada por Tsukumizu. Se publicó por entregas en la revista Comic Cune de Media Factory desde enero de 2019 hasta noviembre de 2023 y se compiló en cinco volúmenes tankōbon.

## Sinopsis
Shimeji Simulation sigue a Shijima Tsukishima, una ex-hikikomori que decide asistir a la escuela secundaria después de pasar dos años en su armario. Mientras se prepara para la escuela, descubre que le han brotado hongos shimeji de la cabeza. Más tarde, en la escuela, Shijima es abordada por Majime Yamashita, una niña que tiene un huevo frito en la cabeza, con el que dice haber nacido. Las dos se unen mientras ocurren más eventos extraños en su ciudad.

## Personajes
Shijima Tsukishima (月島 しじま Tsukishima Shijima?)
 Seiyū: Naomi Ōzora (VOMIC)
Una ex hikikomori con hongos shimeji creciendo en su cabeza, que decide ir a la escuela después de dos años de vivir en un armario.
Majime Yamashita (山下 まじめ Yamashita Majime?)
 Seiyū: Yumiri Hanamori (VOMIC)
Una niña que nace con un huevo frito en la cabeza y que se convierte en la primera verdadera amiga de Shijima después de un prolongado período de autoaislamiento.
Hermana mayor de Shijima (しじまの姉 Shijima no ane?)
 Seiyū: Mai Fuchigami (VOMIC)
La hermana anónima de Shijima, que abandonó la universidad y actualmente está llevando a cabo una misteriosa investigación. Es la única cuidadora de Shijima y la ayuda a estudiar para sus exámenes de ingreso a la escuela secundaria.
Ms. Mogawa (もがわ先生 Mogawa-sensei?)
Una de las profesoras de la escuela de Shijima. Su materia es arte y trabaja como curadora del Club de Excavación de Agujeros. Es una alcohólica conocida.
Sumida (すみだ Sumida?)
Sumida es una estudiante de segundo año y miembro del Club de Excavación de Agujeros. Debido a su falta de habilidades sociales, Sumida se comunica escribiendo en un cuaderno de dibujo que siempre lleva consigo.
Yomikawa (よみかわ Yomikawa?)
Estudiante de tercer año y miembro del club de excavación de hoyos. Tiene un libro en la cabeza, que representa su afición como lectora ávida.

## Publicación
Shimeji Simulation está escrita e ilustrada por Tsukumizu. La serie se publicó en la revista Comic Cune de Media Factory del 26 de enero de 2019 al 26 de noviembre de 2023. El primer volumen se publicó el 28 de febrero de 2020 y el último el 26 de enero de 2024.
| Volúmenes de manga publicados | Volúmenes de manga publicados | Volúmenes de manga publicados |
| Número                        | Fecha de lanzamiento          | ISBN                          |
| ----------------------------- | ----------------------------- | ----------------------------- |
| 1                             | 28 de febrero de 2020         | ISBN 978-4-04-064291-8        |
| 2                             | 27 de enero de 2021           | ISBN 978-4-04-064967-2        |
| 3                             | 27 de enero de 2022           | ISBN 978-4-04-681080-9        |
| 4                             | 27 de enero de 2023           | ISBN 978-4-04-682066-2        |
| 5                             | 25 de enero de 2024           | ISBN 978-4-04-683209-2        |

## Recepción
Jacob Parker-Dalton de Otaquest dice que Shimeji Simulation es una continuación de la imaginación de Shōjo Shūmatsu Ryokō, y compara la dinámica austera/atrevida entre Shijima y Majime con la de Chito y Yuuri en una reseña de mayo de 2020. Matthew England de CBR, por su parte, lo clasifica como el número ocho en su lista de 5 mangas que necesitan una adaptación al anime (y 5 que no sabías que ya tienen una).